# Дом на Трубной
«Дом на Тру́бной» — советский немой чёрно-белый художественный фильм 1928 года, эксцентричная сатирическая комедия о классовых отношениях в нэповской Москве.

## Сюжет
Москва в разгар НЭПа. Мелкобуржуазная публика устраивает свой полный суеты и сплетен быт в доме на Трубной улице.
Один из жильцов, хозяин салона-парикмахерской Голиков, ищет домработницу — скромную, трудолюбивую и не состоящую в профсоюзе. Подходящей кандидатурой ему кажется деревенская девушка Параня (Прасковья Питунова).
Вскоре дом на Трубной потрясает известие о том, что Прасковья Питунова избрана депутатом Моссовета от профсоюза горничных.

## В ролях
- Вера Марецкая — домработница Параня Питунова
- Владимир Фогель — Голиков, парикмахер
- Елена Тяпкина — мадам Голикова
- Пётр Бакшеев — пьяный артист
- Владимир Баталов — Семён Бывалов, шофёр
- Ада Войцик — Феня, активистка профсоюза горничных
- Сергей Комаров — Лядов
- Анель Судакевич — Мариша
- Владимир Уральский — заведующий клубом
- Александр Громов — дядя Федя
- Борис Барнет — прохожий (нет в титрах)

## Съёмочная группа
- Авторы сценария: Бэлла Зорич, Виктор Шкловский, Николай Эрдман, Анатолий Мариенгоф, Вадим Шершеневич
- Режиссёр: Борис Барнет
- Оператор: Евгений Алексеев
- Художник: Сергей Козловский

## Технические данные
- Чёрно-белый, немой, 6 частей (1757 м), до нашего времени фильм сохранился не полностью (отсутствует 5-я часть)[1].
- После восстановления на киностудии имени М. Горького фильм был озвучен:
  - в 1995 году — музыкой Тараса Буевского[1];
  - в 1997 году — музыкой Алексея Айги[1];
  - в 2011 году — музыкой Роберта Израиля на ДВД Landmarks of Early Soviet, выпущенном компанией «Film Flicker Alley»[источник не указан 1149 дней];
  - в 2014 году — интернациональным коллективом в составе: Бернта Симена Лунда, Эрика Стифьелла[норв.] (Норвегия), Екатерины Ефремовой и Аркадия Шилклопера (Россия)[источник не указан 1149 дней].

## Критика
Повествование фильма свободно от пафоса и героизма, и, несмотря на легкомыслие, в нём нет даже любовного треугольника. Барнет сочувственно-внимательно вглядывается в жизнь обычных московских обывателей, лишённых сильных взрослых чувств. И вопреки пробуждению классового сознания у крестьянки Параши, жизнь «большевистской» столицы показана далёкой от сталинских парадов 1930-х.

Основное повествование теряется за общим блеском, но в этом потерянном действии как раз чувствуется сильный привкус 1920-х годов — времени НЭПа, контрастов, модернистской орнаментальной прозы и авангардного кино.
…«Дом на Трубной» кажется реквиемом по эпохе НЭПа, с её бесконечной многоголосицей и надеждой на скорое счастье.
— Максим Семёнов, «Сеанс» сентябрь 2014